# One piece barbe blanche
Edward Newgate plus connu sous le nom de Barbe Blanche était un des quatre empereurs. Introduit pour la première fois avant la bataille de marine ford face a shanks on apprend qu'il a a connu l'ancienne ère avec Garp et Sengoku. Barbe Blanche est les des deux seul homme a avoir dépassé les 5 milliard de berry comme sa prime avec 5 milliards et 45 millions de berry ce qui est la deuxième plus grande prime de l'histoire derrière celle du roi des pirate Gol D Roger. Barbe blanche est appeler l'homme le plus fort du monde et pas pour rien sachant qu'il a fait parti de l'équipage des Rocks en tant que second de Rocks D Xebec. Present a l'incident de god valet puis plusvtard face a Roger a plusieurs reprises. Barbe blanche se battait a armes égale avec Roger d'arme a arme sans son fruit du demon. Bien que il fu tuer a marine ford il etait vieux ager de 72 ans et gravement malade incapable d'utiliser ses haki d'armement, d'observation et des rois il aurai facilement éliminer tout les amiraux sans problèmes avec le pouvoirs de ses haki. Il a reçu plus de blessures que qui conque dans l'univers de one piece en une seule fois. C'était le seul homme capable de detruire le monde en un seul coup de poing. Malgré tout sa force physique et destructrice il n'était pas le plus rapide loin d'être lent il restait tout de même capable de courire et de sauter très haut. Cet homme mesure 6m66 et son arme (bisento) mesure près de 9m, elle fait partie des lames suprêmes et est cacher comme son corps sur une ile ou seule l'équipage de shanks et le siens save ou elle se trouve. Etait enfant son espèce etait esclavagée mais suite a une revolte il prit la mer et n'avait plus qu'un seul but du mong de toute sa vie "former une famille" chaque nouveau membre de son equipage devenait automatiquement son fils et jusqu'à la fin de ses jours. Meme apres que squardo l'est trahis il la pardonner et même incapable de tuer barbe noir (Marshall D Teach) car fut un temps ou il etait lui aussi un de ses fils.